# 愛の世紀
『愛の世紀』（あいのせいき、原題：Éloge de l'amour、「愛の賞讃」の意）は、1999年製作、2001年公開、ジャン＝リュック・ゴダール監督によるフランス・スイス合作の長篇劇映画である。

## 概要
「現在」と「2年前の回想」との2部構成で、第1部の現在が白黒のフィルム、第2部の過去がカラーのHDカムで撮影されている。共同製作会社の一社、テレヴィジオン・スイス・ロマンドがデジタル放送を導入したのは、本作が完成した2001年である。
公開前の2001年2月5日、かつてのレジスタンスの闘士である「祖父」を演じたジャン・ダヴィがパリで逝去、本作が遺作になった。1968年（昭和43年）にゴダールらが結成した「ジガ・ヴェルトフ集団」に20歳で参加したジャン＝アンリ・ロジェ、『アルファヴィル』（1965年）や『新ドイツ零年』（1991年）に主演したエディ・コンスタンティーヌの子息レミー・コンスタンティーヌ、ドキュメンタリー映画の巨匠ヨリス・イヴェンス夫人であり、ジャン・ルーシュとエドガール・モラン共同監督によるヌーヴァルヴァーグ初期の代表的ドキュメンタリー『ある夏の記録』（1960年）に主演したマルセリーヌ・ロリダン＝イヴェンス 、映画監督のノエル・シムソロ、脚本家のレモ・フォルラーニが出演している。
2001年5月15日、カンヌ国際映画祭コンペティション部門に出品され、ワールドプレミア上映された。同年、バリャドリッド国際映画祭審査員特別賞、2002年、ファジュル映画祭水晶のシームルグ賞をそれぞれ受賞した。ほかにも、2001年には、8月のモントリオール世界映画祭、9月のトロント国際映画祭、ヘルシンキ国際映画祭、10月のニューヨーク映画祭、11月のロンドン映画祭、釜山国際映画祭、台北の金馬奨、2002年1月のロッテルダム国際映画祭、3月のマール・デル・プラタ国際映画祭、4月のブエノスアイレス国際映画祭、2003年8月のコペンハーゲン国際映画祭と多数の国際映画祭で上映された。

## スタッフ
- 監督・脚本 : ジャン＝リュック・ゴダール
- 撮影監督 : クリストフ・ポロック、ジュリアン・イルシュ（フランス語版）
- 編集 : ラファエル・ユルタン
- 音楽 : デヴィッド・ダーリング、ケティル・ビヨルンスタ、ジョルジュ・ヴァン・パリス、モーリス・ジョベール、カール・アマデウス・ハルトマン、アルヴォ・ペルト
- 製作主任 : ジャン＝ポール・バッタジア
- プロデューサー : アラン・サルド、ルート・ヴァルトブルゲール
- 製作 : ペリフェリア、アルテ・フランス・シネマ、アッヴェントゥーラ・フィルム、テレヴィジオン・スイス・ロマンド、ヴェガ・フィルム、カナル・プリュス

## キャスト
- ブリュノ・ピュジュリュ（フランス語版） （エドガール役）
- セシル・カンプ（フランス語版） （彼女役）
- ジャン・ダヴィ（フランス語版） （祖父役）
- フランソワーズ・ヴェルニー（フランス語版） （祖母役）
- オードレー・クルバネール （エグランティーヌ役）
- ジェレミー・リップマン（フランス語版） （ペルスヴァル役）
- クロード・ベニエール（フランス語版） （ローゼンタール氏役）
- レモ・フォルラーニ（フランス語版） （フォルラーニ市長役）
- マーク・ハンター（フランス語版） （合衆国のジャーナリスト役）
- ジャン・ラクチュール （歴史家役）
- フィリップ・リレット （エドガールの助手フィリップ役）
- ブリュノ・メスリーヌ （魔術師役）
- ジェユール・ベグーラ （アルジェリア人役）
- ヴィオレッタ・フェレール （女1役）
- ヴァレリー・オルトリープ （女2役）
- セルジュ・スピラ （ホームレスの男役）
- ステファニー・ジョベール （若い女役）
- ジャン＝アンリ・ロジェ （フォルラーニ市長の助役役）
- レミー・コンスタンティーヌ （合衆国国務省の助手役）
- ヴィリアム・ドエルティ （合衆国国務省の役人役）

以下アルファベット順
- マリー＝フランソワーズ・オードラン
- リュドヴィク・ベルティヨ （放浪者役）
- ロランス・コリュシ
- マルセリーヌ・ロリダン＝イヴェンス （映画館にいる女役）
- ノエル・シムソロ（フランス語版）
- イゼ・トラン （メイド役）
- マリー・デグランジュ （パリのベンチに座る女役）

## ストーリー
第1部
現在のパリ。芸術家のエドガール（ブリュノ・ピュジュリュ）は、愛の4つの瞬間（出逢い、性的交流、別離、和解）を、若者、成人、老人の3世代の男女3組によって描く構想をかかえていた。主演にと願う女性は職業女優ではなく、「彼女」（セシル・カンプ）である。清掃の仕事をしながら子どもを育て、コソボ紛争についての集会に通う生真面目な「彼女」は、エドガールの依頼には応じない。エドガールは構想の実現にこぎつけるが、「彼女」の死を知る。
第2部
2年前のブルターニュ。当時のエドガールは、第二次世界大戦時のレジスタンスの研究をしており、ある歴史家（ジャン・ラクチュール）のもとを訪ねていた。エドガールがそこで目撃するのは、ハリウッドの「スピルバーグ・コーポレーション」のエージェントと合衆国国務省の役人（ヴィリアム・ドエルティ）が、かつてレジスタンスを闘った老夫妻（ジャン・ダヴィ、フランソワーズ・ヴェルニー）に、回想録の映画化権交渉であった。交渉の窓口に立って、契約書を精査するのは、老夫妻の孫娘であった。それがのちの「彼女」なのであった。エドガールは、ふたたび、パリに降り立つ。

## 註
1. 1 2  allcinemaサイト内の「愛の世紀」の項の記述を参照。